# 30 Days Without an Accident
30 Days Without an Accident é o primeiro episódio da quarta temporada da série de televisão de terror pós-apocalíptico The Walking Dead, que foi exibido originalmente na AMC em 13 de outubro de 2013. O episódio foi escrito por Scott M. Gimple e dirigido por Greg Nicotero.
O episódio ocorre vários meses após o episódio anterior, e o grupo de sobreviventes expandido está vivendo uma vida em paz na prisão antes que uma nova ameaça surja. Este episódio marca a primeira aparição de Lawrence Gilliard Jr., no papel de Bob Stookey. O episódio foi recebido positivamente pelos críticos e foi assistido por 16,11 milhões de telespectadores, marcando uma série alta de espectadores e adultos entre 18 e 49 anos.

## Enredo
Vários meses se passaram após os cidadãos remanescentes de Woodbury se juntarem ao grupo de sobreviventes na prisão. Rick Grimes (Andrew Lincoln), tendo renunciado à liderança do grupo, começou a trabalhar na agricultura para dar o exemplo ao seu filho Carl Grimes (Chandler Riggs). Enquanto ele está passeando em seu jardim, ele percebe vários zumbis se acumulando na parte de fora da prisão. Carl se aproxima dele e percebe que um dos porcos que seu pai cuida, "Violet", parece doente. Rick diz para Carl parar de nomear os porcos, já que eles são criados para o consumo, e admite que ele não sabe porque o porco está doente.
Daryl Dixon (Norman Reedus) aumentou sua popularidade entre os moradores por seu papel como caçador do grupo. O amigo de Carl, Patrick (Vincent Martella), agradece a Daryl por fornecer carne através de sua caça. Carol (Melissa McBride) fala em particular com Daryl sobre os zumbis, notando que eles não estão se espalhando ao longo da linha da cerca como antes. Em outro lugar, Glenn Rhee (Steven Yeun) diz a sua esposa Maggie Greene (Lauren Cohan) que ela não deve acompanhá-lo na busca de suprimentos programada para mais tarde naquele dia. Carl critica um grupo de crianças da prisão, Lizzie (Brighton Sharbino) e sua irmã, Mika (Kyla Kenedy), por elas nomearem os zumbis que estão na cerca.
Enquanto vários sobreviventes matam os zumbis acumulados na cerca, Tyreese (Chad L. Coleman) fala com Karen (Melissa Ponzio) e confidencia seu desconforto com a morte de zumbis ao longo do portão, já que isso significa olhar em seus rostos. Michonne (Danai Gurira) retorna à prisão depois de procurar o Governador sem sucesso e compartilha sua intenção de viajar para Macon para continuar sua busca. Ela se voluntaria para verificar as armadilhas de caça para os animais, mas Rick decide ir sozinho. Quando ele sai, Hershel Greene (Scott Wilson) diz a Rick que o Conselho (grupo destinado a discutir e resolver os problemas da comunidade, formado por cinco pessoas: Hershel, Glenn, Carol, Daryl e Sasha) prefere que Rick carregue uma arma quando ele sair dos portões, por proteção. Enquanto isso, Carol secretamente usa uma sessão de histórias com as crianças da prisão para ensiná-los sobre o uso de armas. Patrick, sentindo-se mal, sai cedo.
Antes de sair na busca por suprimentos, Zach (Kyle Gallner) se despede da filha mais nova de Hershel, Beth (Emily Kinney), com quem ele começou um namoro. Bob Stookey (Lawrence Gilliard Jr.), um ex-médico do exército e um novo membro do grupo, se voluntaria para ir em busca de suprimentos e, depois de alguma hesitação, Sasha permite que ele venha. O grupo chega a um acampamento militar abandonado ao redor de uma mercearia, onde eles começam a coletar suprimentos. Bob se aproxima de um corredor de bebidas alcoólicas na loja e é tentado a tomar uma garrafa de vinho. Ele decide colocá-la de volta na prateleira, fazendo com que todo o armário caia sobre ele. Isso também atrai a atenção dos zumbis no telhado, que começam a cair pelo teto em decomposição. Daryl e Zach são capazes de libertar Bob, mas Zach é mordido e morto no processo. O resto do grupo escapa quando um helicóptero destruído cai no telhado, destruindo a loja e os zumbis restantes.
Rick está checando as armadilhas quando ele encontra uma mulher chamada Clara (Kerry Condon), que ele inicialmente confunde com um zumbi. Ela pergunta se ele está com um grupo e implora para ele levar ela e seu marido, Eddie, para viver com seu grupo. Ela leva Rick até seu pequeno acampamento, onde de repente ela se move para atacá-lo. Ele a evita, e ela prefere cometer suicídio, apunhalando-se no estômago. Clara diz a Rick que ela não suportaria viver sem Eddie que, na verdade, está morto e se tornou um zumbi. Ela implora a Rick para não matá-la, pois assim ela pode permanecer com Eddie como um zumbi. Rick honra seu desejo de morrer e parte, e ao retornar para a prisão, descobre que Violet, o porco, morreu.
O grupo de fornecimento retorna para a prisão. Maggie diz a Glenn que ela não está grávida, como eles temiam. Daryl informa a Beth que Zach morreu. Ela então redefine o registro que mantinha de dias sem acidentes. Vendo que Daryl é surpreendido por sua frieza aparente, Beth diz a ele que ela não chora mais, mas está feliz por ter conhecido Zach. Mais tarde naquela noite, Patrick sobe para o banheiro e tropeça nos chuveiros, onde ele desmaia, morre e logo reanima, com o sangue jorrando de seus olhos.

## Produção
"30 Days Without an Accident" foi escrito pelo produtor executivo e showrunner Scott M. Gimple, e dirigido pelo produtor executivo e supervisor de efeitos de maquiagem especial Greg Nicotero.
O episódio marca a promoção de Emily Kinney, Chad L. Coleman e Sonequa Martin-Green para posições regulares na série. Ele também marca a primeira aparição do personagem da série de quadrinhos, Bob Stookey, um ex-médico do exército e alcoólatra, interpretado por Lawrence Gilliard Jr..

## Recepção

### Classificações
"30 Days Without an Accident" foi visto por 16,1 milhões de pessoas durante a sua estreia, tornando-se o episódio mais bem classificado da série, bem como o episódio mais bem classificado de qualquer série básica de televisão a cabo. Também atraiu 10,4 milhões de adultos entre 18 e 49 espectadores, o que representa uma classificação de 8,2 adultos entre 18 e 49 anos. O episódio se tornou a transmissão número 1 entre adultos de 18 a 49 anos, incluindo esportes. Foi superado pelo episódio de estreia da temporada 5, "No Sanctuary", como o episódio mais bem classificado da série, com 17,29 milhões de telespectadores.

### resposta crítica
"30 Days Without an Accident" foi recebido com uma recepção positiva dos críticos. Roth Cornet, da IGN, deu ao episódio uma pontuação de 8,3 entre 10 pontos. O representante do The A.V. Club, Zack Handlen, deu ao episódio uma nota B+.